# Bysantinska armén
Den bysantinska armén var det bysantinska rikets landtrupper som tillsammans med den bysantinska flottan ärvde den romerska arméns disciplin, strategi och organisation. Under större delen av sin existens var den bysantinska armén medelhavsvärldens mäktigaste och mest effektiva armé.
Den militära utvecklingen i det romerska riket under senantiken innebar att det tunga infanteriet gradvis förlorade i prestige till förmån för kavalleriet. Denna utveckling stärktes under efterkommande sekel genom att hästar starka nog att bär en man i full utrustning avlades fram österut. På 700-talet hade detta tillsammans med introduktionen av sadeln och stigbygeln möjliggjort katafrakterna, det tunga bysantinska kavalleriet.
Under Herakleios dynasti (610-717) reformerades armén och administrationen genom themasystemet där riket delades in i nya förvaltningsområden ledda av militära befälhavare. Themasystemet förbättrades successivt först under 700-talet och sedan under den makedoniska dynastin (867-1057) och förblev den bysantinska arméns ryggrad ända till imperiets fall 1453. 
Den bysantinska arméns svåraste nederlag kom med slaget vid Manzikert 1071, varefter det aldrig återhämtade sig.
Trots att det bysantinska riket betraktade sig som den sanna lärans försvarare, dvs den ortodoxa, mot såväl islam som den romersk-katolska, utvecklade man aldrig någon lära om ett "heligt krig" likt islams Jihad eller de katolska korstågen. Genom hela sin historia betraktade bysantinarna krig som ett politiskt misslyckande och då krig inte gick att undvika förlitade man sig på Guds beskydd. Grekisk patriotism fanns dock vilket genererade hjältedikter som Digenis Akritas där gränskrigare (ακρίτες) hyllades för sin kamp mot nationens fiender.

## Östromerska rikets armé
Huvudartikel: Romerska armén
Den klassiska romerska armén hade sedan republikens tid haft tungmarscherat infanteri som bas och på 200-talet e.Kr. hade de ca 30 legionerna blivit fast stationerade längs rikets befästa gränser. Dessa legioner bestod av yrkessoldater som i generationer präglats av soldatlivet vid garnisonsorterna. 
För att stabilisera rikets styre och råda bot på den galopperande inflationen inledde kejsar Diocletianus (284-305) efter regeringsreformen 293 (den så kallade tetrakin) en omfattande omorganisation av riket som innebar att antalet provinser närmast fördubblades och samlades under tolv dioceser. Den omorganisation av armén han inledde, och som Konstantin (306-337) fortsatte, innebar att legionerna drogs tillbaka från gränserna till centrala depåer och minskades i antal och storlek. Dessa nya, centralt placerade, mobila elittrupper ersattes vid gränserna av arméer av lokalt värvade bönder, s.k. limitanei, och omvandlades från infanteri till kavalleri. Kadrarna kunde snabbt sättas in där de behövdes och anlitades både för offensiva och defensiva uppgifter. De bestod av Scholae, eller Schola Protectores Domestici, det kejserliga livgardet som ersatte det av Konstantin avskaffade praetoriangardet (även kallade Obsequium); Palatinae, palatsvakten som stod näst högst i rang; Comitatenses, det reguljära trupperna som vanligen bildades ur de gamla legionerna; och Pseudocomitatenses, de irreguljära trupperna som antingen bestod av okvalificerade legioner eller av gränstrupper, limitanei, som avdelats till andra uppgifter. (Se vidare Romersk legion).
Theodosius I (379-395) lyckades återställa riket efter den serie katastrofala fälttåg som drabbat hans företrädare. Han var också den kejsare som började anlita stora allierade enheter, s.k. feoderati, i sina fälttåg, ledda av egna anförare och inte som tidigare då utländska hjälptrupper stått under befäl av en romersk officer. Detta gjorde definitivt slut den romerska arméns särart eftersom till exempel de germanska härarna stred med sina germanska vapen och, istället för legionernas tidigare strama disciplin, gick i strid med sina s.k. barritus, dvs härskrin.
Den sena kejsartidens legioner påminde inte mycket om republikens eller den tidiga kejsartidens. Dels bestod de övervägande av rytteri, dels var de långt färre än Augustus 5 000 man starka enheter.

## Justinianus
Denna armé ärvde kejsar Justinianus (527-565) till sitt ambitiösa imperiebygge i början av 500-talet. De trupper som hans två främsta generaler, Belisarius och Narses, förde befäl över liknade Aëtius och Majorianus arméer hundra år tidigare, men bestod i hög grad av legosoldater. Till exempel tjänstgjorde i Italien persiska bågskyttar och i Afrika hunner i de kejserliga arméerna.

## Themata
Huvudartiekl: Themasystemet
Inför hotet från araberna och som en konsekvens av den ekonomiska och politiska kris som det bysantinska riket hamnat i efter 500-talets katastrofer inledde kejsar Herakleios (610-641) en rad reformer av armén med exarkaten i Italien och Afrika som förebild. Under hans efterträdare Konstans II (641-668) hade themasystemet ersatt såväl de romerska provinserna som mycket av de dyra legotrupperna. Istället för den distinktion mellan civila och militära befattningar som gjorts tidigare upprättades nu helt nya förvaltningsområden, kallade themata, ledda av en militär guvernör, kallad strategos, "strateg", med både civil och militär jurisdiktion. Under strategerna fanns tourmarchai som förde befäl över 2–4 divisioner kallade tourmai, i sin tur uppdelade i droungoi om tusen man ledda av droungarioi. Längst ned i befälsordningen fanns banda, enheter som vanligen bestod av omkring 300 man men ibland kunde reduceras till 50 för att motverka revolter. I Konstantinopel, som lydde under en epark, var dock hierarkin helt annorlunda. (Se avsnittet Tagmata nedan).
Sedan araberna erövrat Egypten och Syrien upprättades de fem första thematana i Mindre Asien för att stärka försvaret i öster. I varje thema erhöll fria bönder en bit statlig mark att bruka för sin utkomst, även de kallade thema, mot tjänstgöringsplikt i krig vid de provinsiella häravdelningarna, som också kallades thema. De fyra första thematana utgjorde landtrupper medan flottan fick sitt manskap från den femte, Thema Karabisianon efter karabis, det grekiska ordet för skepp.
Genom reformen ersattes de dyra stående arméerna av mindre och mer självständiga regementen, vars fotfolk och rytteri kunde kombineras alltefter behov. Storleken på dessa ursprungliga themata visade sig emellertid göra kejsardömet politiskt instabilt och som en följd därav delades dessa themata upp i mindre enheter. På 600-talet fanns tretton themata. Leo III (717-741), Konstantin V (741-775) och Leo IV (775-780) delade sedan upp dessa ytterligare. 
Kejsarna i den framgångsrika makedoniska dynastin (867-1057) valde i allmänhet att skapa nya themata i de områden de erövrade, snarare än att utöka de befintliga. Då Konstantin VII Porfyrogennetos (912-959) skrev sin De Thematibus hade antalet stigit till 28 themata. Arméns storlek förblev dock konstant kring 150 000 man, hälften fotsoldater, hälften ryttare. Dessa themata underhölls av ett effektivt förvaltningssystem och försörjdes av en välmående klass fria bönder och utgjorde framgångsrikt det kristna rikets försvar fram till nederlaget mot seldjuker i slaget vid Manzikert 1071.

## Tagmata
Huvudartikel: Tagmata
Tagmata ("regementen") var de bysantinska reguljära trupperna, vanligtvis stationerade i eller omkring Konstantinopel och inordnade direkt under kejsaren. De första tagmata bildades ur resterna av Diocletianus arméer och blev under herakleios dynasti (610-717) ombildade till themata. Vid samma tid bildades några tagmata som sällskapsklubbar för den aristokratiska eliten i huvudstaden. Vid något tillfälle lär Justinianus ska ha roat sig med att skriva upp några av dem för aktiv krigstjänstgöring bara för att studera paniken bland denna adliga elit som garanterat inte ville lämna tryggheten i huvudstaden och riskera den fara som ett krigståg innebar.
743 återtog Konstantin V Konstantinopel som intagits av usurpatorn Artabasdus, greve i det Thema Opsikion som omgav huvudstaden. Konstantin lät sedan ombilda themat till sex nya enheter kallade tagmata och försäkrade sig om deras lojalitet genom att göra deras kommendanter direkt ansvariga inför kejsaren. De blev sålunda kejsarmaktens reguljära trupper och stationerades kring huvudstaden.
Fyra tagmata var kavallerienheter på 1-5 000 man, i genomsnitt 4 000, och tre infanteri. Två tagmata tjänstgjorde som poliser i huvudstaden och en tjänstgjorde på Konstantinopels murar och ansvarade för stadens försvar. Förutom dessa tagmata bildades vid några tillfällen liknande, men mer kortvariga, styrkor som lydde direkt under kejsaren.

## Legotrupper och utländska soldater

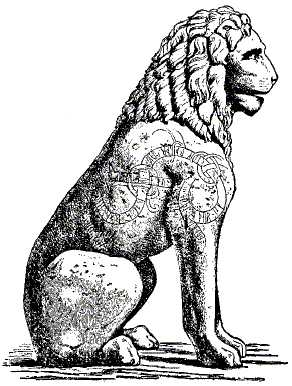
Pireuslejonet, det marmormonument i Pireus som väringar smyckade med runskrift någon gång under 900-talet. Lejonet finns i dag i Venedig.

I Konstantin VII:s (912-959) Ceremoniboken, som beskriver de omständliga ritualer som omgav kejsaren, omnämns även utländska soldater i armén. De som tjänstgjort under den sena kejsartiden kallades feoderati ("allierade") och sedan det officiella språket blivit grekiska Phoideratoi. Med början under 800-talet tjänstgjorde utländska trupper i första hand vid kejsargardet och kallades då hetaireiai ("manliga följeslagare", till skillnad från hetairai, "kvinnliga eskortdamer", dvs välutbildade prostituerade). Dessa delades upp i "stora följeslagare" (Μεγαλη Εταιρειαι), "mellanföljeslagare"(Μηση Εταιρειαι) och "små följeslagare" (Μικρη Εταιρειαι), en uppdelning som kan tänkas återspegla utlänningarna religiösa hemhörighet; kristna medborgare, utländska kristna respektive icke-kristna.
Under den komnenska (1085-1185) och i synnerhet under den palaiologiska dynastin (1289-1453) delades de utländska trupperna helt enkelt upp efter etnicitet: soldater från Norden, dvs väringarna, kallades Barangoi, engelsmän kallades Inglinoi, franker Phrangkoi, skyter Skythikoi, latinare Latinikoi etc. Under Theofilos (829-842) tjänstgjorde till och med etiopier vid hovet. Dessa legotrupper, i synnerhet skyterna, tjänstgjorde även som poliser i Konstantinopel.

## Nedgång och förfall
Fram till Basileios II (976-1025) användes framgångsrikt dessa bysantinska stridskrafterna men därefter inleddes en nedgångsperiod då allt mindre resurser las på arméns träning och underhåll, en utveckling som slutade i det katastrofala nederlaget i slaget vid Manzikert 1071 genom vilket det bysantinska riket förlorade sin viktiga rekryteringsbas i Mindre Asien. Därefter hade riket inte längre råd med legotrupper och kunde själv inte uppbringa de trupper riket behövde till sitt försvar.
Efter fjärde korstågets ockupation av riket (1204-1261) var riket så försvagat att det inte kunde göra mycket mot det osmanska rikets bitvisa erövring av först Mindre Asien och till sist hela riket.